# Monika Kotowska
Monika Kotowska (ur. 5 listopada 1942 w Krakowie, zm. 17 sierpnia 2012 w Warszawie) – polska pisarka i scenarzystka filmowa, przedstawicielka małego realizmu. Studiowała historię na Uniwersytecie Warszawskim. Debiutowała jako prozaik na łamach prasy literackiej.

## Twórczość literacka
- Bóg dla mnie stworzył świat. Opowiadania współczesne[2]. (1957)
- Most na drugą stronę (Czytelnik, 1963)
- The bridge to the other side, 164 stron, 1970[3][4]
- Kolorowe lato (Iskry, 1980)
- Piękna droga (Czytelnik, 1986)
- Schody do nieba (Wydawnictwo Śląsk, Katowice 1988)
- Magiczna moc (Wydawnictwo Książkowe IBiS, 1998)[5]